# Pachnobia nolens
Pachnobia nolens là một loài bướm đêm trong họ Noctuidae.